# Ziyang
Ziyang (chiń. upr. 资阳; chiń. trad. 資陽; pinyin Zīyáng) – miasto o statusie prefektury miejskiej w Chinach, w prowincji Syczuan. 
W 2010 roku liczba mieszkańców miasta wynosiła 86 721. Prefektura miejska w 1999 roku liczyła 4 885 296 mieszkańców. 

## Podział administracyjny
Prefektura miejska Ziyang podzielona jest na:
- dzielnicę: Yanjiang,
- miasto: Jianyang,
- 2 powiaty: Lezhi, Anyue.